# França (Fußballspieler, 1976)
Françoaldo Sena de Souza, besser bekannt als França (* 2. März 1976 in Codó) ist ein ehemaliger brasilianischer Fußballspieler.

## Karriere

### Verein
França begann das Fußballspielen in seiner Heimat Brasilien. Dort war er für die Vereine Nacional FC (AM), EC XV de Novembre Jau und den FC São Paulo aktiv. Mit São Paulo konnte er 1998 und 2002 die Staatsmeisterschaft von São Paulo gewinnen. In seiner ersten Saison brachte er es auf acht Einsätze und ein Tor. Seine erfolgreichste Saison hatte França 1999 mit 22 Partien und 19 Toren. Von 2002 bis 2005 spielte França für Bayer 04 Leverkusen. Dort war França mit seiner Ablösesumme von 8,5 Millionen Euro der bis dahin teuerste Spielereinkauf der Vereinsgeschichte. In seiner ersten Saison nahm er an 15 Spielen teil und erzielte lediglich ein Tor. 2003/04 erzielte França 14 Tore, legte 13 Treffer auf und bestritt 33 Spiele für die Werkself. Nachdem França sich in der Saison 2004/05 nicht gegen das Sturmduo Dimitar Berbatow/Andrij Woronin durchsetzen konnte, wurde sein Vertrag im August 2005 aufgelöst und er wechselte gegen Ende der Saison für eine Ablösesumme von 2,5 Millionen Euro zu Kashiwa Reysol, welches kurz davor stand, aus der japanischen J-League in die zweite Liga abzusteigen. In der Folgesaison konnte Kashiwa mit Platz 2 den Wiederaufstieg schaffen und ist seit 2007 wieder erstklassig. 2010 löste er dort seinen Vertrag auf. Ein Jahr später schloss sich França Yokohama FC an. Dort blieb er allerdings nur bis Jahresende und beendete im Anschluss seine aktive Karriere.

### Nationalmannschaft
França spielte zwischen 2000 und 2002 neunmal für die brasilianische Fußballnationalmannschaft. Aufgrund einer Verletzung konnte er 2002 nicht an der Weltmeisterschaft für Brasilien teilnehmen und verlor dadurch seinen Platz in der Seleção.

## Erfolge
São Paulo
- Staatsmeisterschaft von São Paulo: 1998, 2000
- Torneio Rio-São Paulo: 2001

## Auszeichnungen
- Torschützenkönig Torneio Rio-São Paulo: 2001, 2002